# Dorfkirche Wusterwitz

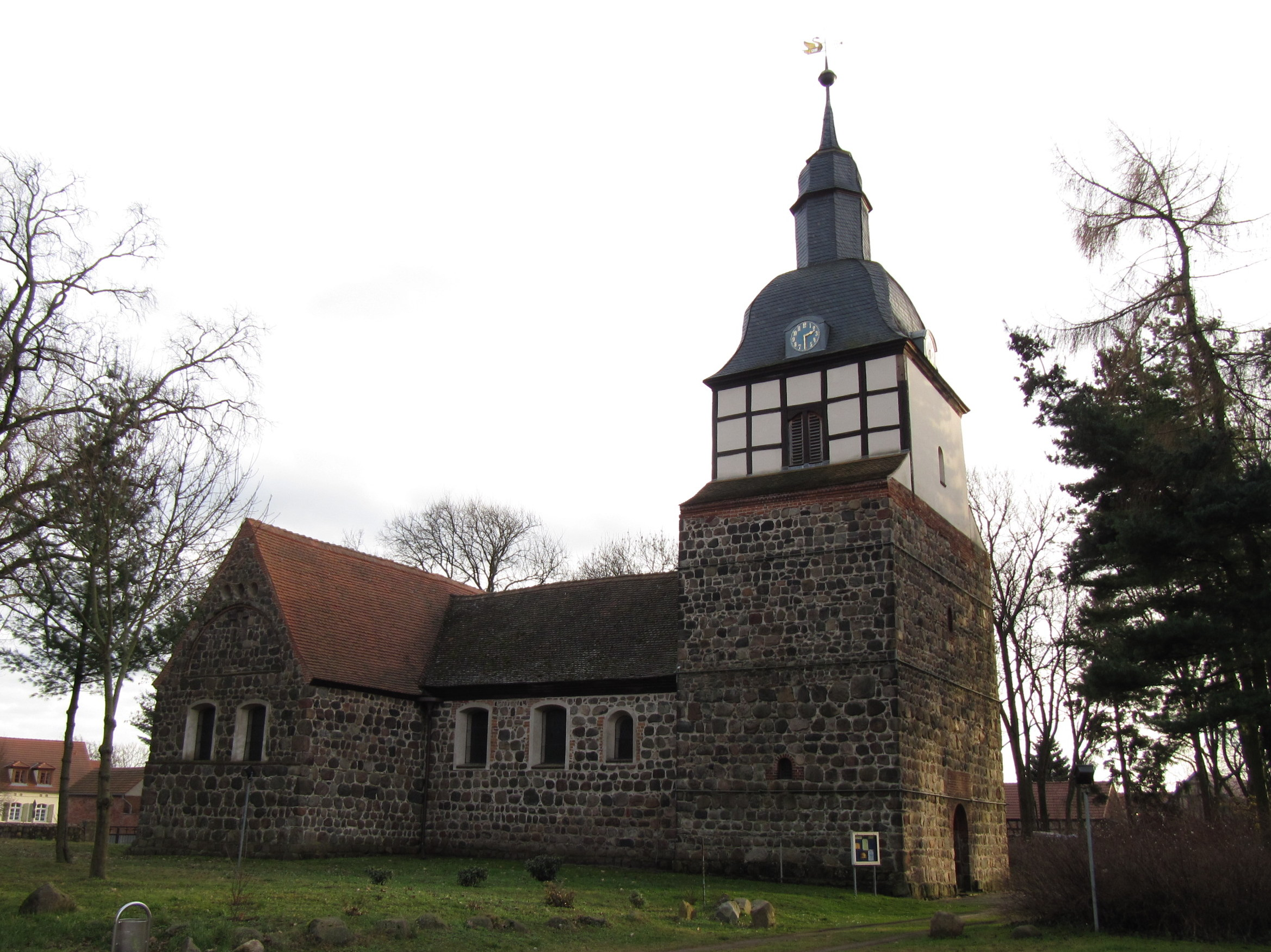
Dorfkirche Wusterwitz

Die Dorfkirche Wusterwitz ist eine Saalkirche in der Gemeinde Wusterwitz im Landkreis Potsdam-Mittelmark in Brandenburg. Die klassische Kreuzkirche trägt keinen Namen. Sie gehört zum evangelischen Kirchenkreis Elbe-Fläming der Evangelischen Kirche in Mitteldeutschland.

## Bauwerk

### Baugeschichte

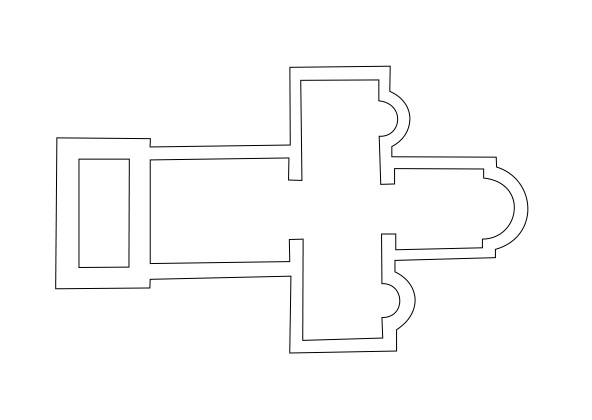
Grundriss der Dorfkirche Wusterwitz

Das Dorf Wusterwitz wurde erstmals 1159 urkundlich erwähnt. Bis circa zum Jahr 1200 ist die Hauptbauphase der Kirche anzusetzen. Sie wurde mit kreuzförmigen Grundriss im romanischen Stil ursprünglich als Wehrkirche aus Feldsteinen errichtet. Im Jahr 1554 wurde die bis dahin katholische Gemeinde im Zuge der Reformation evangelisch. Den niedrigen Kirchturm erhöhte man im 18. Jahrhundert um einen quadratischen Fachwerkaufsatz mit einer Haube. In den 1970er Jahren kam es aufgrund von Mängeln im Bereich des Daches der Kirche zu witterungsbedingten Schäden in der Kirche. Beispielsweise wurde die Orgel wurde so stark beschädigt, dass sie bis heute nicht funktionstüchtig ist. Darauf wurden ab 1983 Sanierungsarbeiten am Dach der Kirche vorgenommen. Weitere Sanierungsmaßnahmen erfolgten. In den Jahren 1985 bis 1986 wurde der Fachwerkturm neu verputzt. Bei Bauarbeiten am Holzfußboden unter der Westempore wurden Gräber aus der Zeit des Kirchbaus und um das Jahr 1700 entdeckt. 1994 und 1995 wurde der Dachstuhl des Kirchturms erneuert.

### Außenausstattung
Die Dorfkirche Wusterwitz mit Westturm, Längsschiff, Querschiff und Chor mit Apsis wurde aus grauen Feldsteinen in Verbindung mit Kalkmörtel gemauert. Der im Grundriss rechteckige Turm besteht bis etwa auf halber Höhe aus Feldsteinen. Das rundbogige Westportal ist schlicht. Nur eine einfache Abstufung findet sich dort. Im Bereich des Bogens wurde es mit Ziegelsteinen erneuert. Die rechteckige Doppelflügeltür besteht aus schwarz gestrichenem Holz. Einziges Schmuckelement sind sich verästelnde eiserne Beschläge. Über der Tür befindet sich ein sechsgeteiltes Oberlicht. Daneben existieren noch jeweils eine kleine Fensteröffnung auf der Süd- und auf der Nordseite des romanischen unteren Teils des Turms und es gibt ein kleines ovales Fenster oberhalb des Portals. Etwa auf halber Höhe wurden dem wuchtigen Feldsteinturm zunächst einige Lagen Ziegelsteine aufgemauert und auf diese dann der Fachwerkaufsatz gesetzt. Zunächst verjüngt sich der Turm auf einen quadratischen Grundriss. Hierzu wurden die Seiten pultartig überdacht eingezogen. Das Fachwerk kann man auf der Nord-, Ost- und Südseite erkennen. Nach Westen wurde dieses vollständig verputzt. Die Putzanteile sind rundherum weiß, während die Holzanteile in einem Braunton gestrichen wurden. Nach Norden, Osten und Süden befinden sich mit Läden verschlossene segmentbogige Schallöffnungen. Die Schallöffnung nach Westen besitzt keine Läden und ist von innen mit Brettern verschlagen. Auf dem Aufsatz befindet sich eine Turmhaube, in der eine nach allen Himmelsrichtungen zeigende Turmuhr eingearbeitet wurde. Die Turmhaube hat einen kleinen Dachreiter, der wiederum über eine Turmhaube verfügt. Auf der Spitze des Kirchturms befinden sich schließlich eine Turmkugel und eine Wetterfahne.
Auffällig am Längsschiff der Kirche ist, dass es deutlich kürzer und flacher, jedoch breiter als das Querhaus ist. Auf der Nordseite befinden sich zwei nicht originale Segmentbogen- und ein Korbbogenfenster. Die Fenster besitzen Faschen aus hellem Putz. Auf der Südseite gibt es neben drei zur Nordseite gleichen Fenstern ein viertes rundbogiges. Dieses scheint in der Vergangenheit als Portal gedient zu haben und im unteren Teil später zugesetzt worden zu sein. Der Bogen wurde nachträglich mit Ziegelsteinen gemauert, die Kanten des Feldsteinmauerwerks reichen bis zum Boden.
Das Querschiff besitzt ein rundbogiges Südportal mit einer mit Eisenbeschlägen verzierten Doppelflügeltür. Darüber befindet sich ein schmuckloses Gesims, welches die Unterkante für zwei Segmentbogenfenster bildet. Zwei gleiche Fenster mit Gesims finden sich auch auf der Nordseite unter dem Giebel des Querhauses. Oberhalb der Fenster befindet sich beidseits jeweils ein halbkreisförmiges Tympanon mit einem durch leichtes Zurücksetzen profilierten Kreuz und drei darüber befindlichen kreisrunden Nischen. In den östlichen Außenwänden der beiden Flügel des Querschiffs befinden sich jeweils Apsiden mit kleinen Segmentbogenfenstern. Diese Apsiden sind kleiner als jene des Chores.
Der Chor besitzt nach Norden und Süden jeweils ein später verändertes Segmentbogen- und ein kleines, wohl originales Rundbogenfenster. Auf der Südseite kann man ein Blendportal erkennen. Möglicherweise befand sich hier ein weiteres Südportal, das später mit Feldsteinen zugesetzt wurde. Nach Osten wird der Chor von einer halbrunden Apsis abgeschlossen. In der Apsis gibt es zwei kleine Rundbogenfenster, die mit schmiedeeisernen Fenstergittern versehen sind. Das Dach hat die Form eines halben Spitzkegels. Oberhalb der Apsis ist in der Ostwand des Chores eine kleine kreuzförmige Nische eingearbeitet.

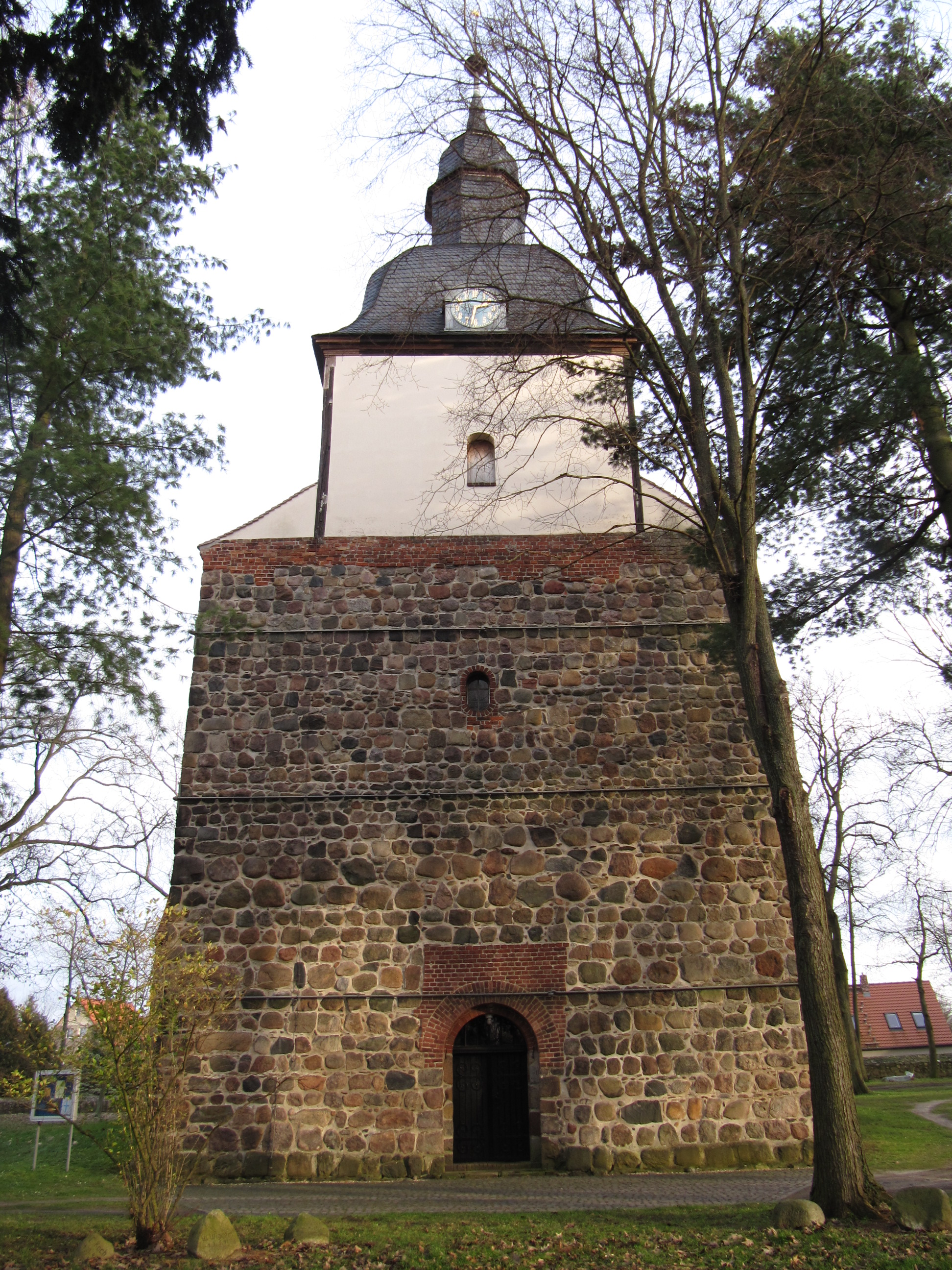
Turm und Westportal
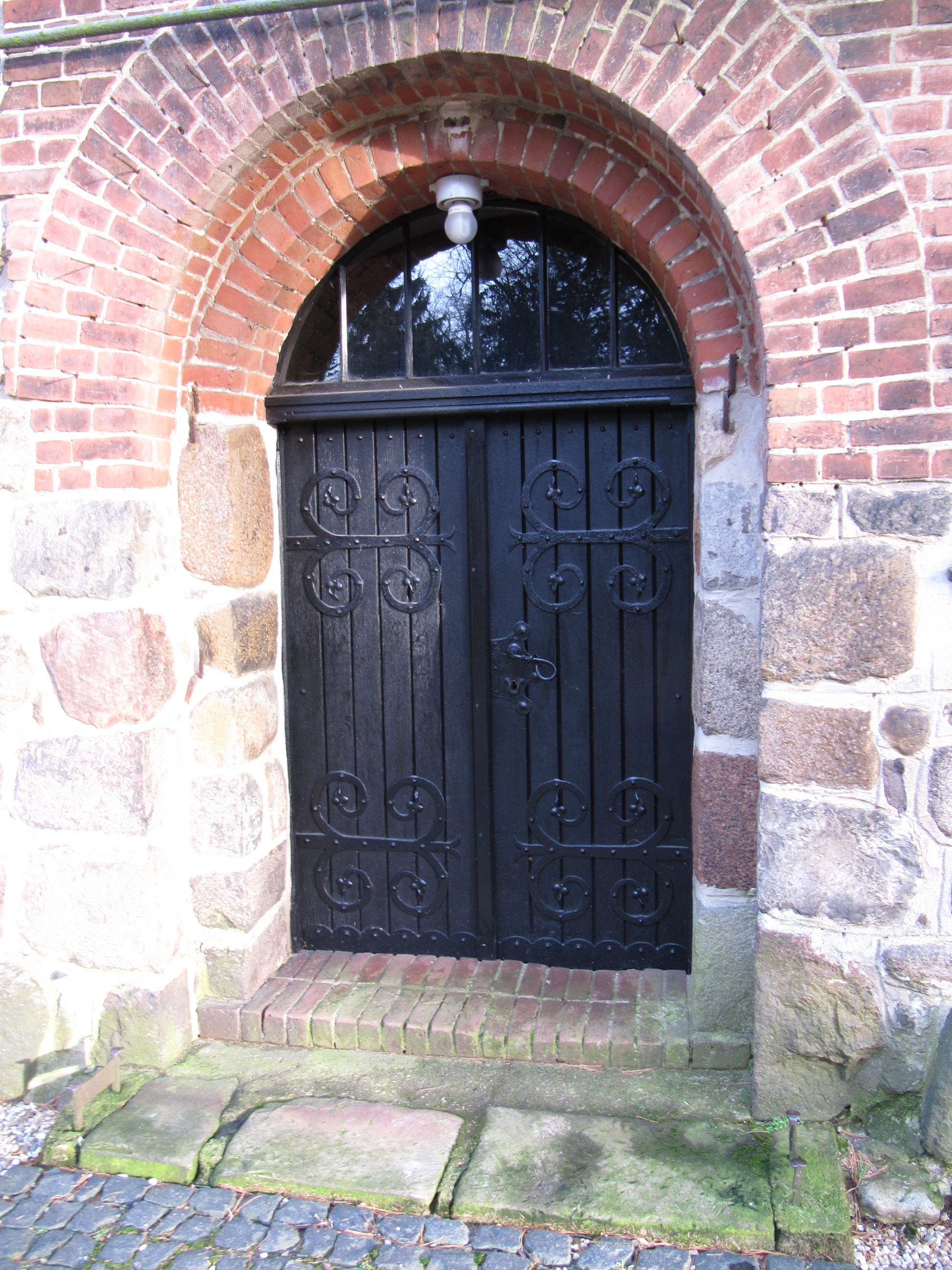
Westportal
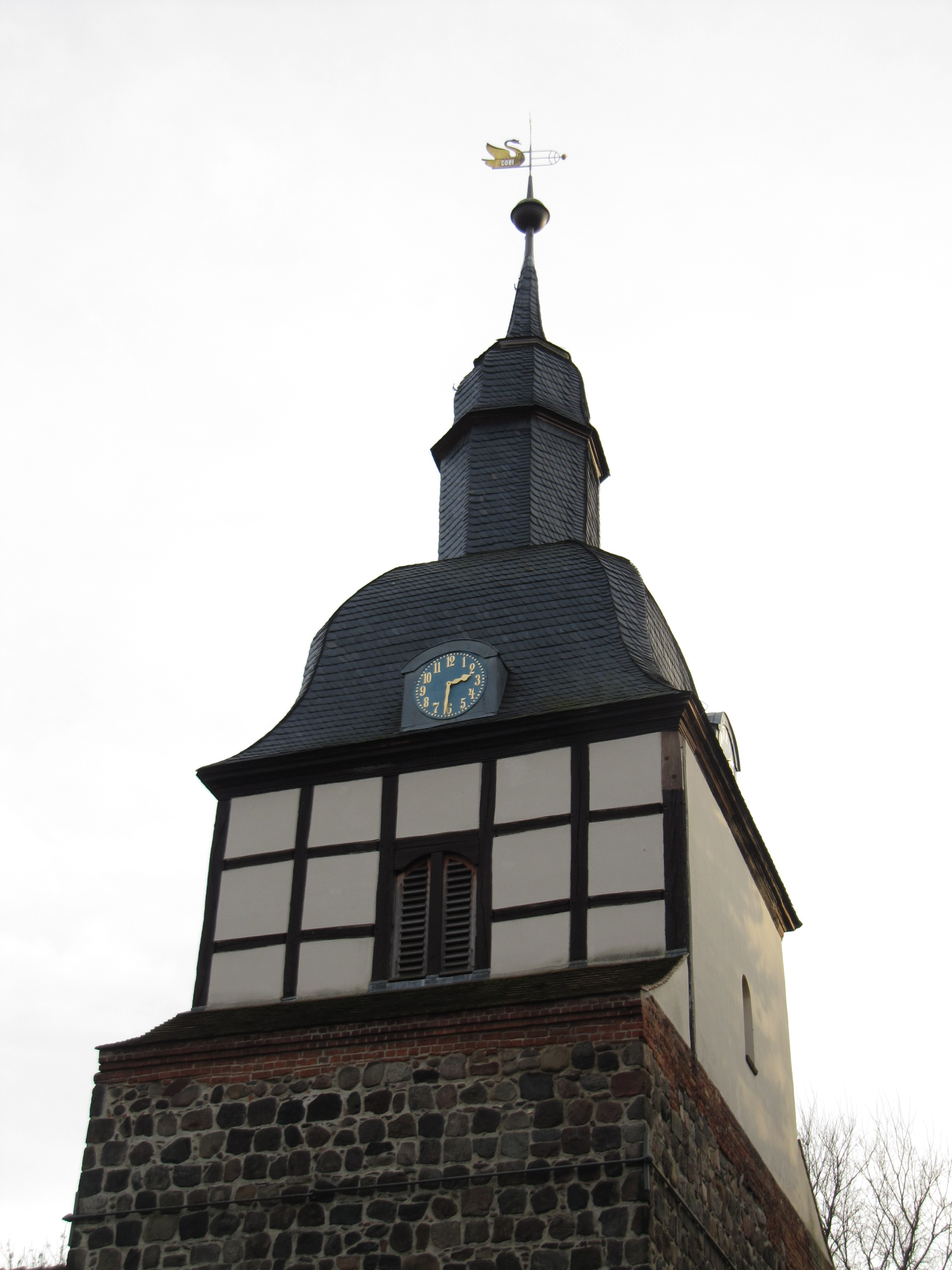
Turmhaube der Kirche
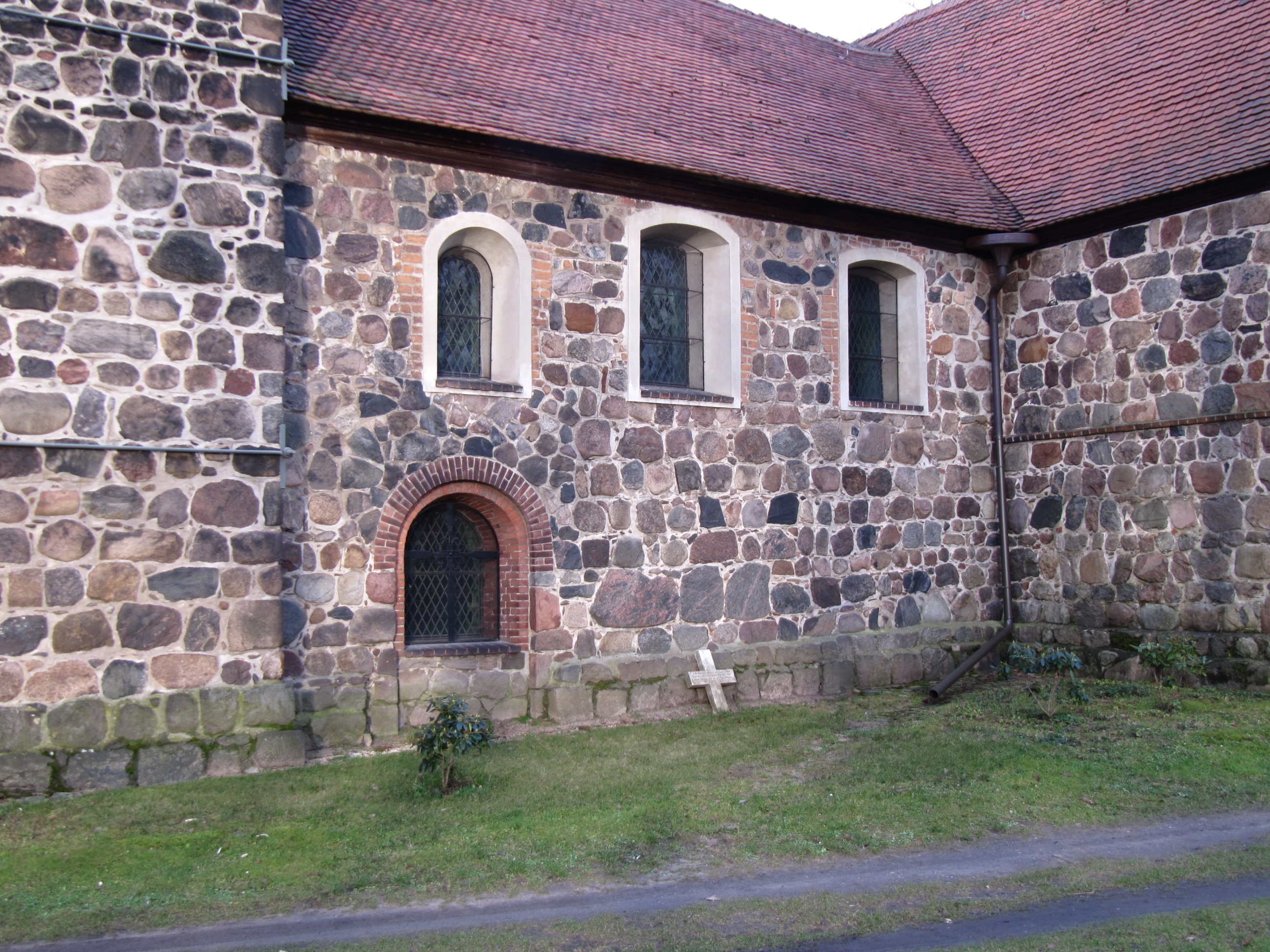
Südseite des Längsschiffs
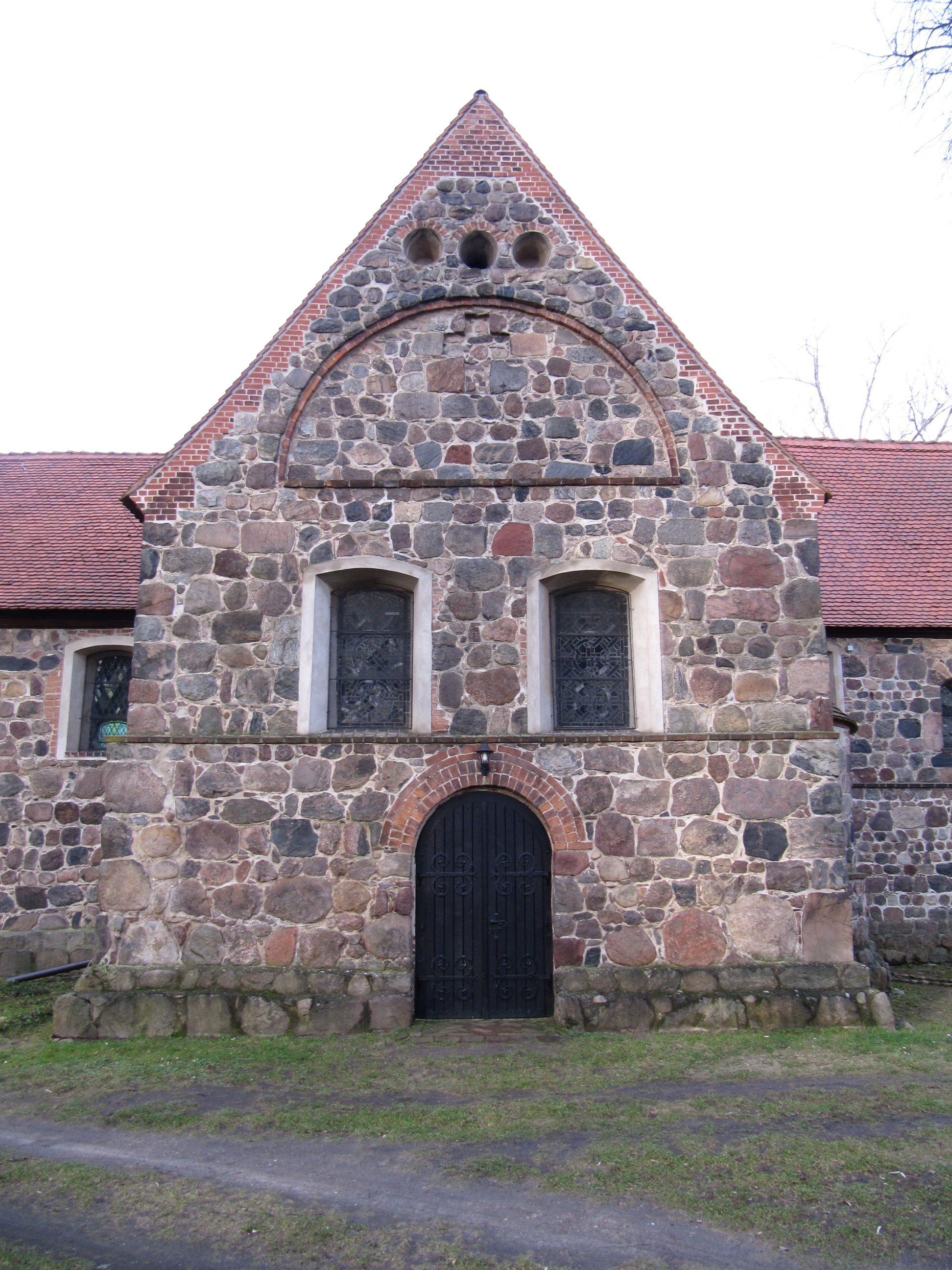
Südportal im Querhaus
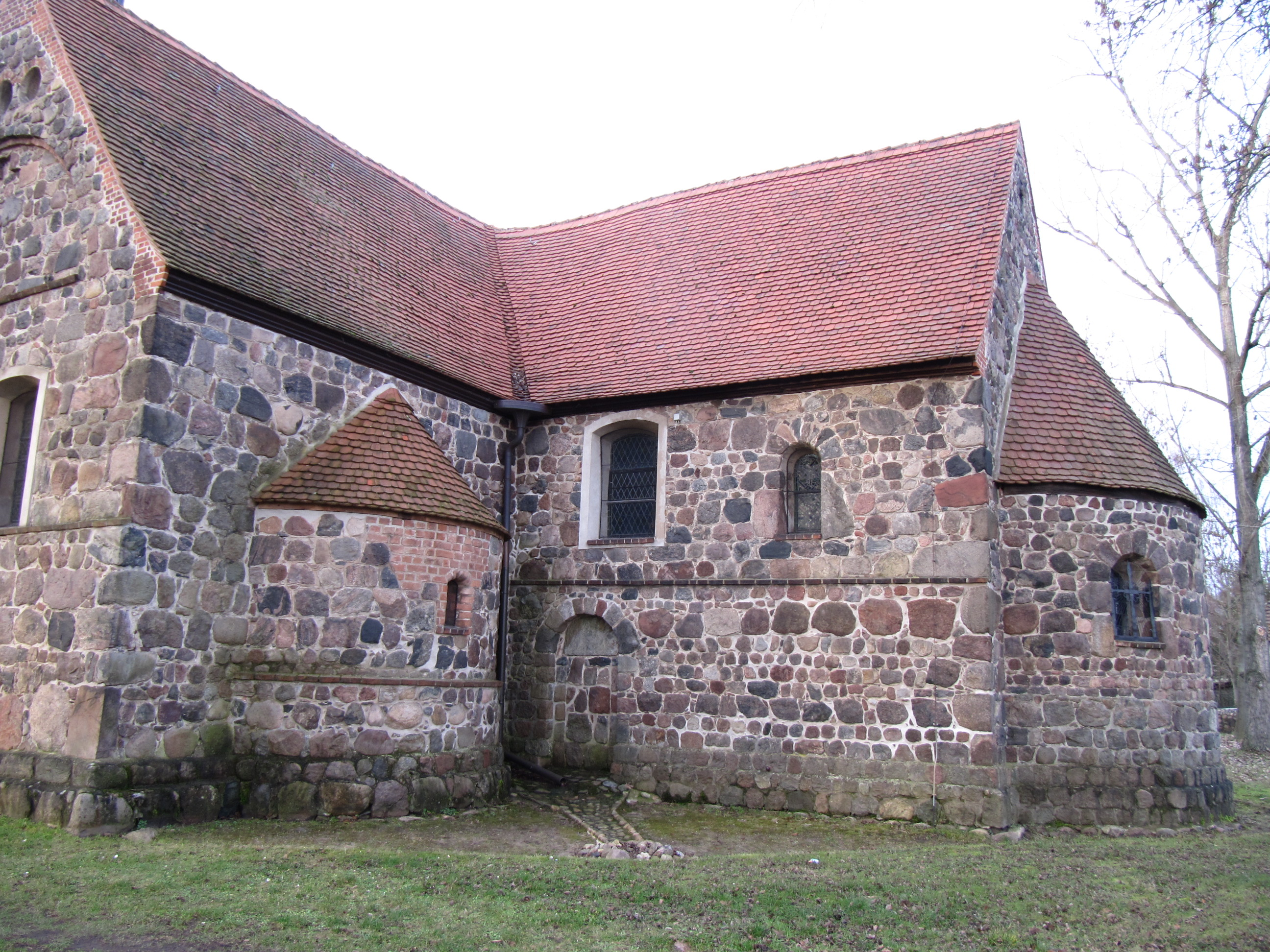
Apsis des Querhauses, Blendportal, Apsis Chor
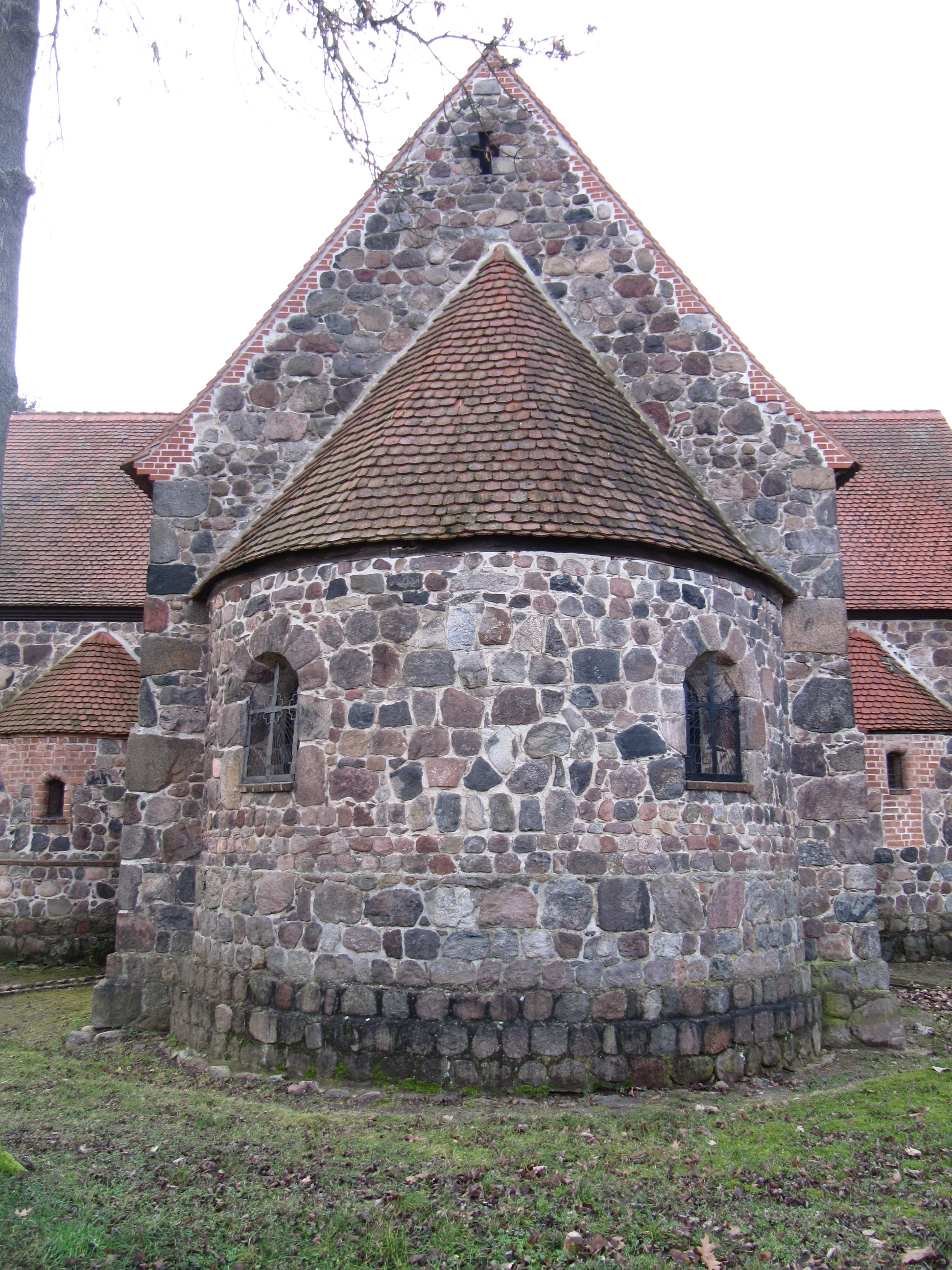
Chor und Apsis von Osten

## Ausstattung
Hinter dem Westportal befindet sich im Vorraum der Kirche zur Rechten der Aufstieg zum Glockenstuhl und die Treppe zur Westempore. Der Glockenstuhl stammt aus dem 13. Jahrhundert, die ältesten Sparren sollen sogar aus der Zeit um 1180 stammen. Im Kirchturm hängen drei Bronzeglocken, von denen die größte um das Jahr 1350 von einem Johannes von Halberstadt gegossen wurde. Diese Glocke besitzt einen reichen Reliefschmuck und weist einen Durchmesser von 1,16 Meter auf. Die anderen beiden Glocken haben Durchmesser von 90 beziehungsweise von 70 Zentimeter. Links im Vorraum unterhalb des Turms lehnt an der Außenwand eine Relieftafel, die Christof von Britzke darstellt. Es ist eine Platte, die ursprünglich sein Grab abdeckte. Sie wurde im Jahr 1997 aufgestellt. Über der Tür zum Kirchenschiff wurde in verschnörkelter Schrift Herr, ich habe lieb die Stätte deines Hauses und den Ort da deine Ehre wohnet (Ps 26,8 ) gemalt.
Auf der Westempore befindet sich eine 1904 von Hugo Hülle gebaute Orgel mit 17 Registern auf zwei Manualen und Pedal. Aufgrund von Witterungsschäden ist sie heute so stark beschädigt, dass sie funktionsuntüchtig ist und nicht gespielt werden kann. In der Vierung steht seit 1903 der achteckige gotische Taufstein der Kirche. Dieser stammt aus dem 15. Jahrhundert und ist aus Sandstein gefertigt. Weiterhin findet sich in der Vierung zum Chor hin eine reichverzierte hölzerne Kanzel aus der Zeit um das Jahr 1600. Im Südflügel des Querhauses steht eine zweite Empore. Im Bogen zwischen Vierung und Chor wurde auf einen verzierten Querbalken ein großes Kruzifix von einem aus Magdeburg stammenden Künstler namens Herrmann Koch aus dem Jahr 1909 installiert. Dieses wurde von der Familie Britzke der Kirche geschenkt. Die Bleiglasfenster in der Kirche sind eher schlicht gehalten. Die Holzdecken der Kirche sind im Lang- und Querhaus mit Blumenornamenten und stammen aus der Zeit der Renaissance. Die Decke im Chor ist mit farbigen spätgotischen Schablonenmalereien verziert.

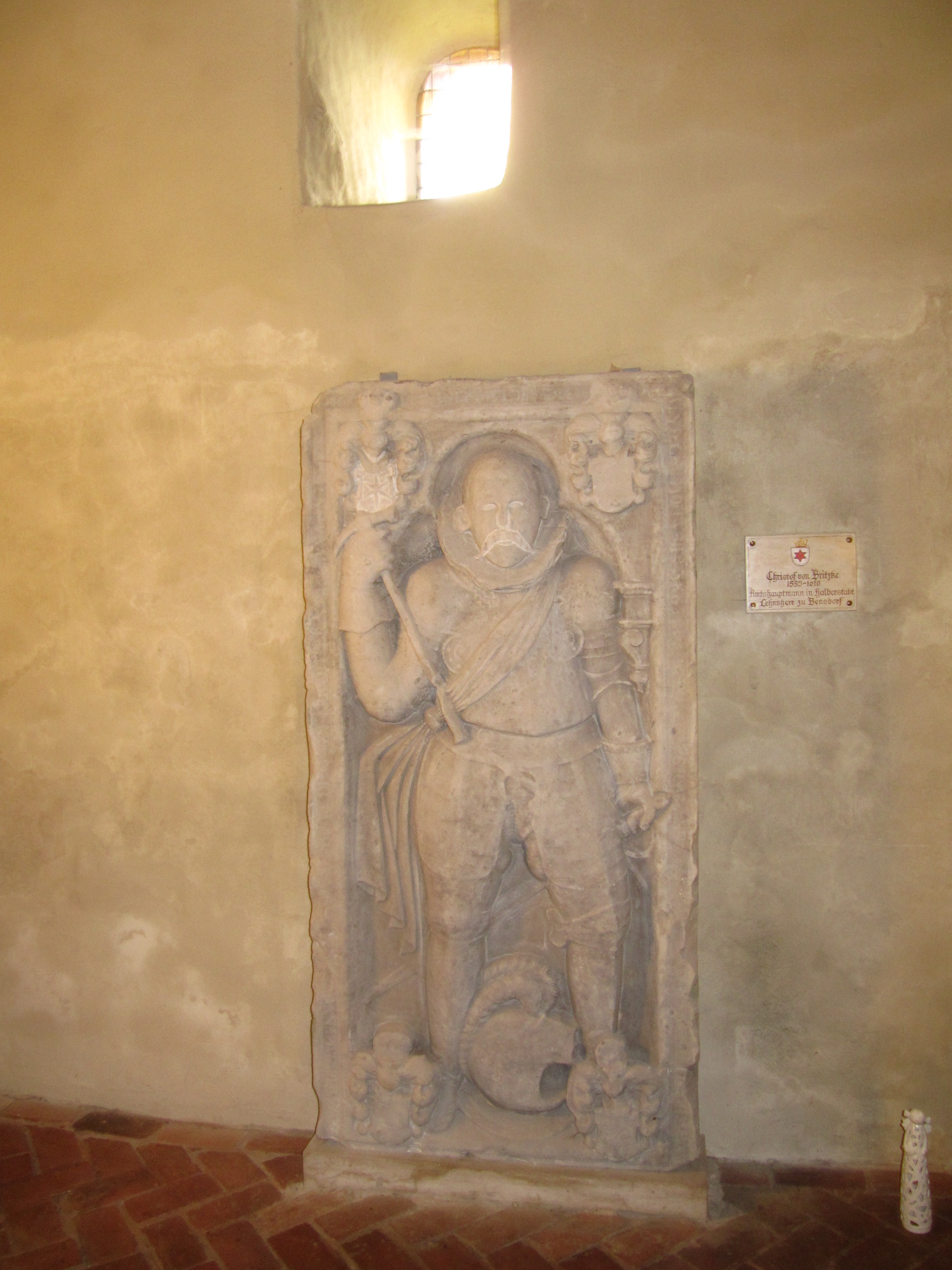
Relieftafel
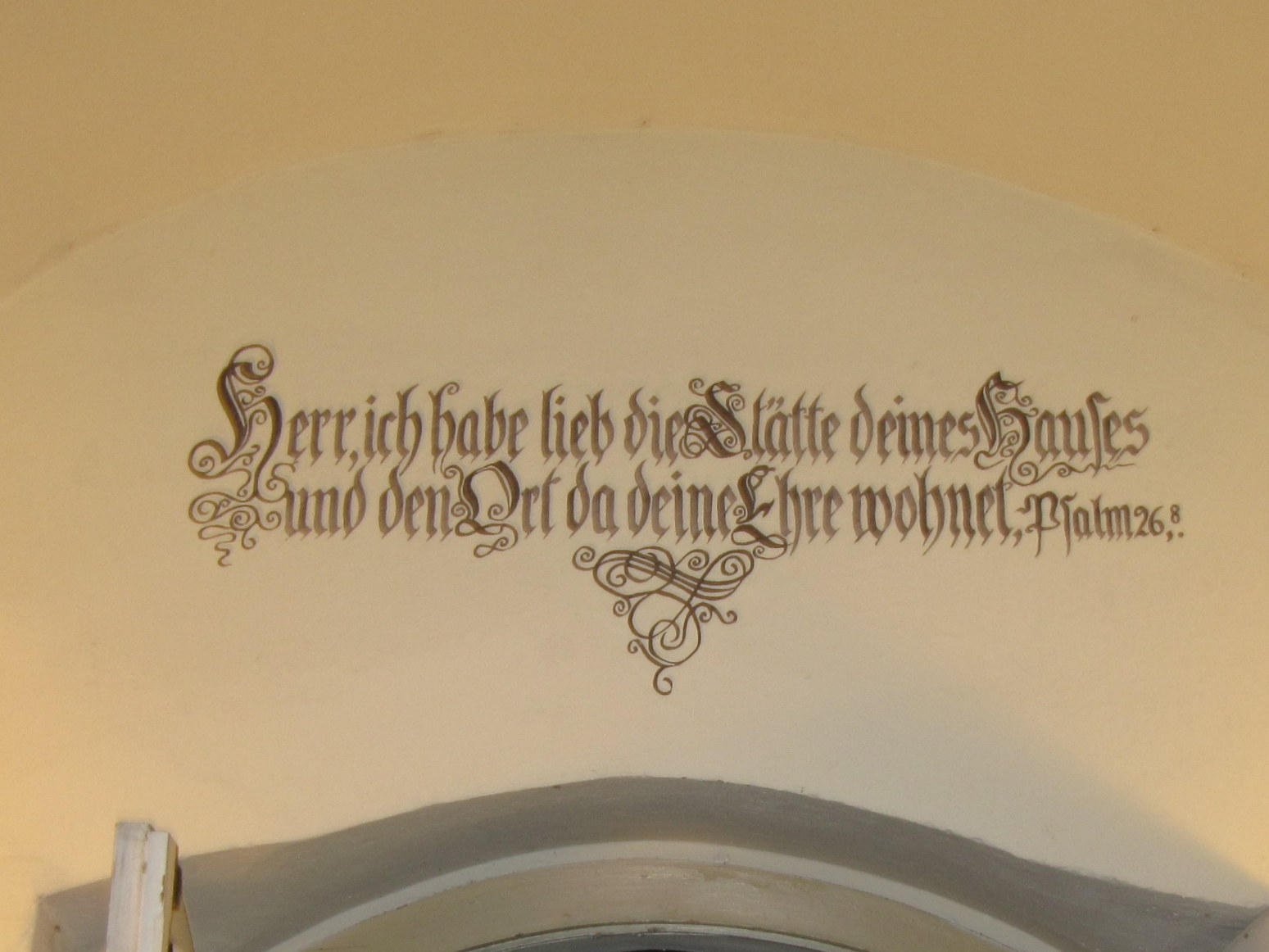
Psalm über Durchgang zum Schiff
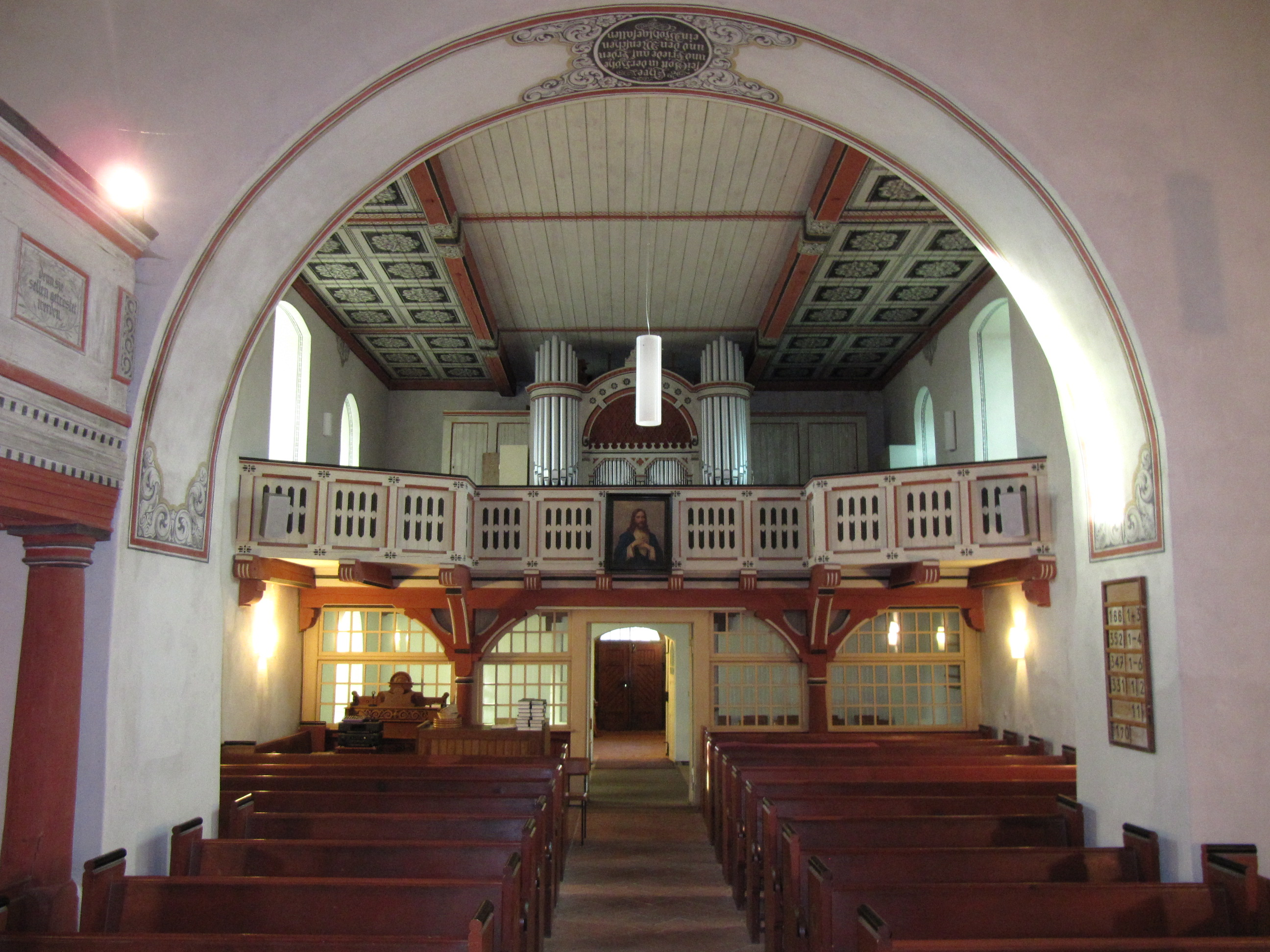
Westempore und Orgel
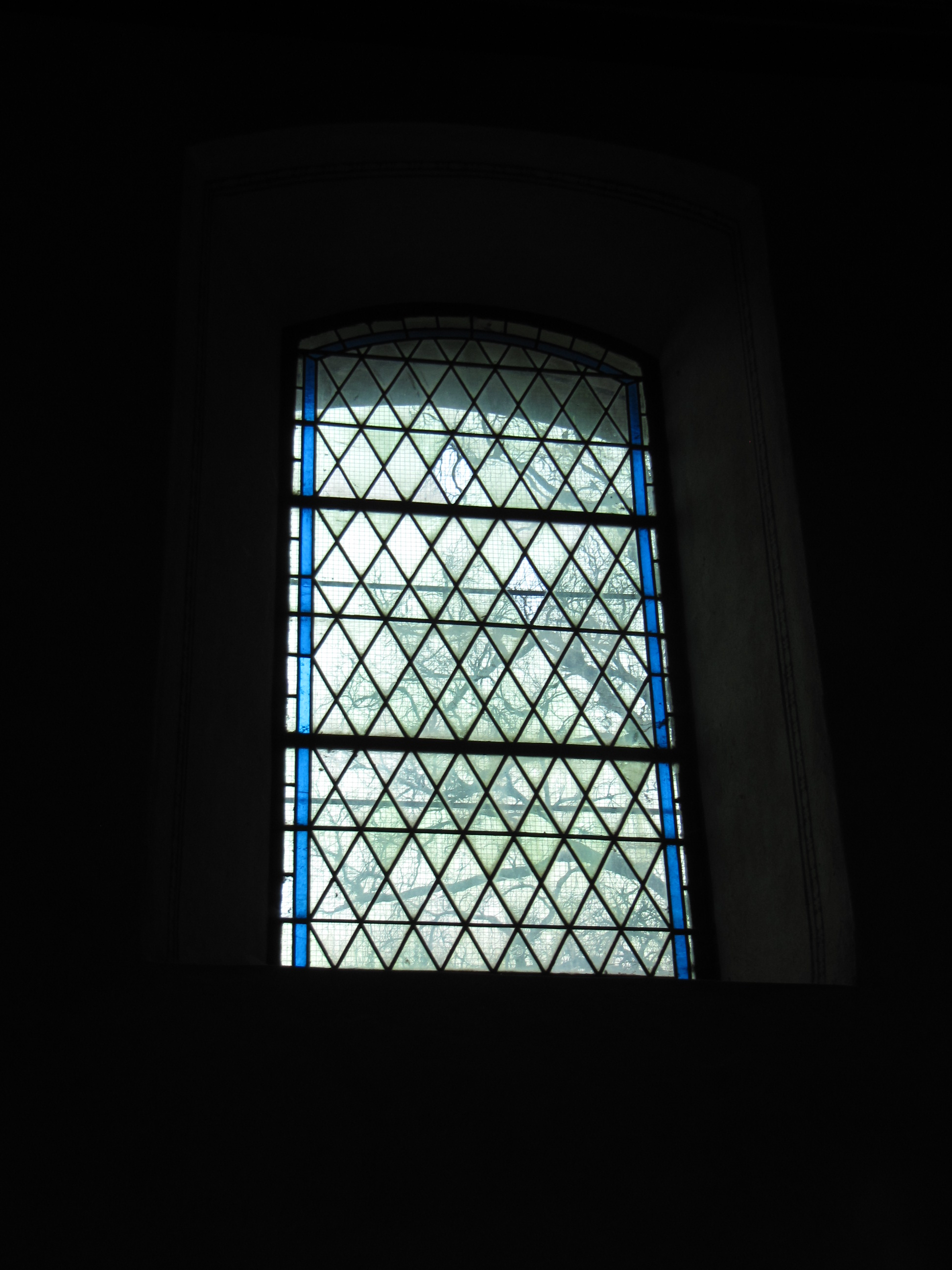
Fenster im Schiff
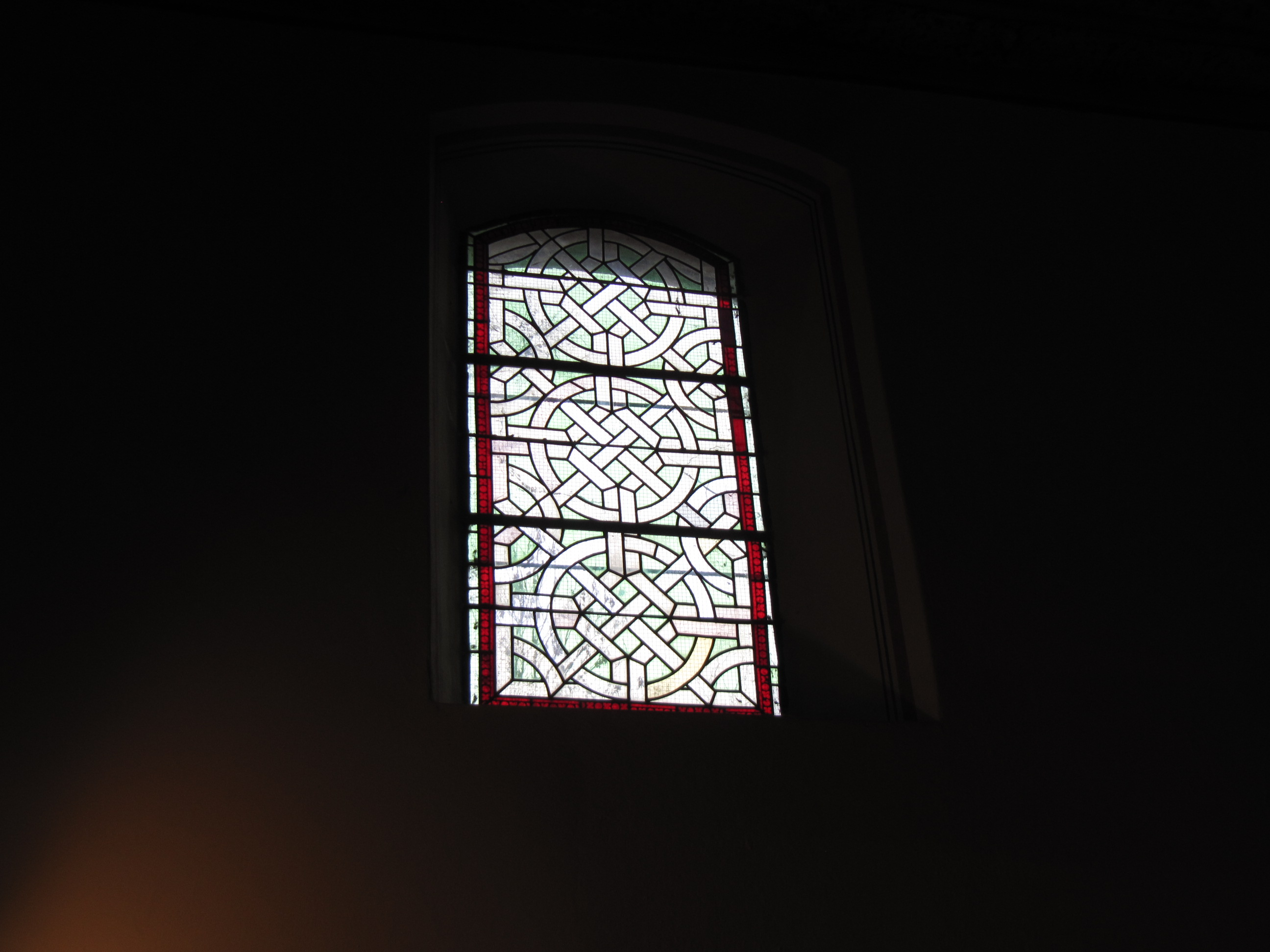
Fenster im Querhaus
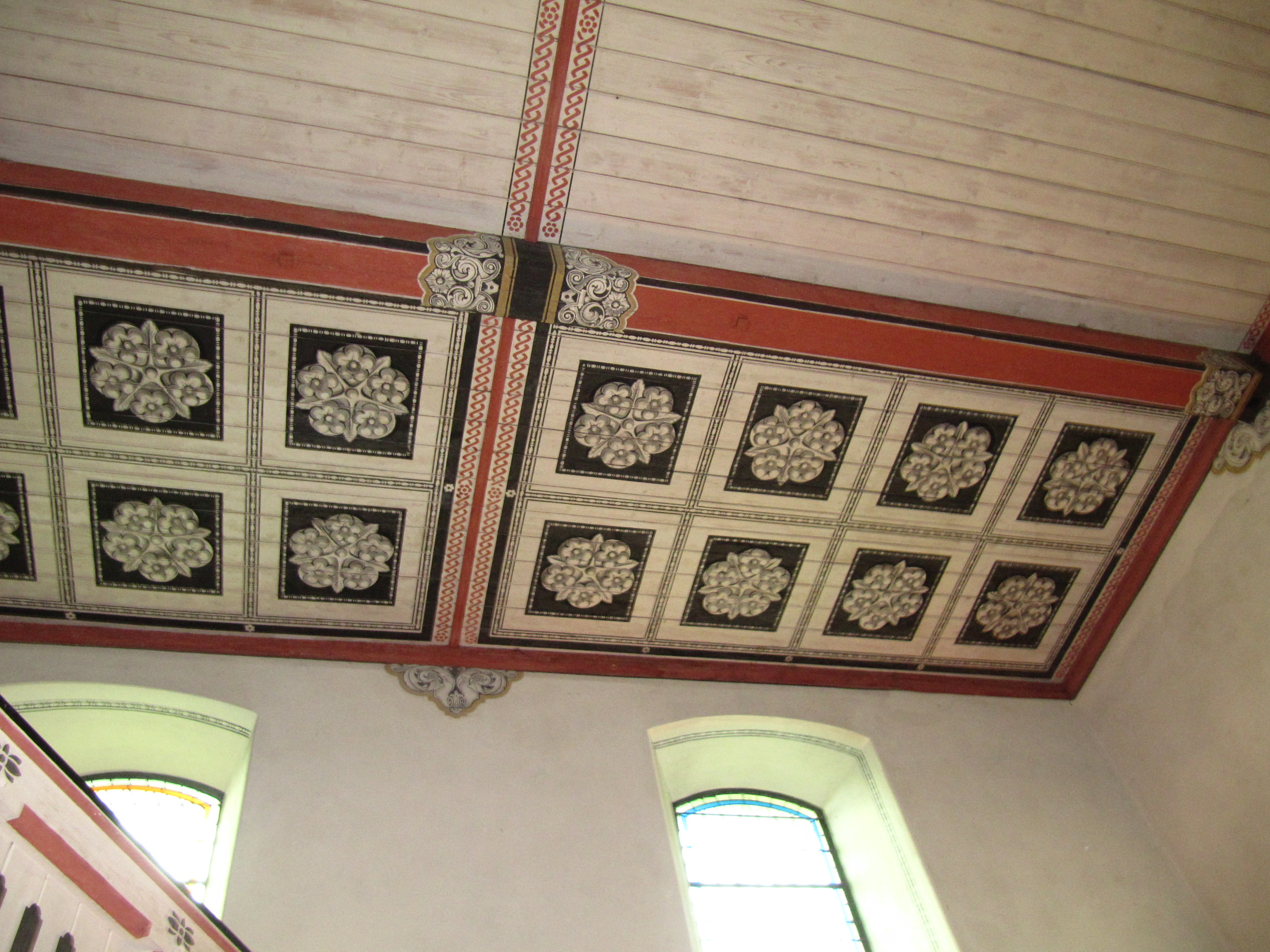
Deckenverzierung im Schiff
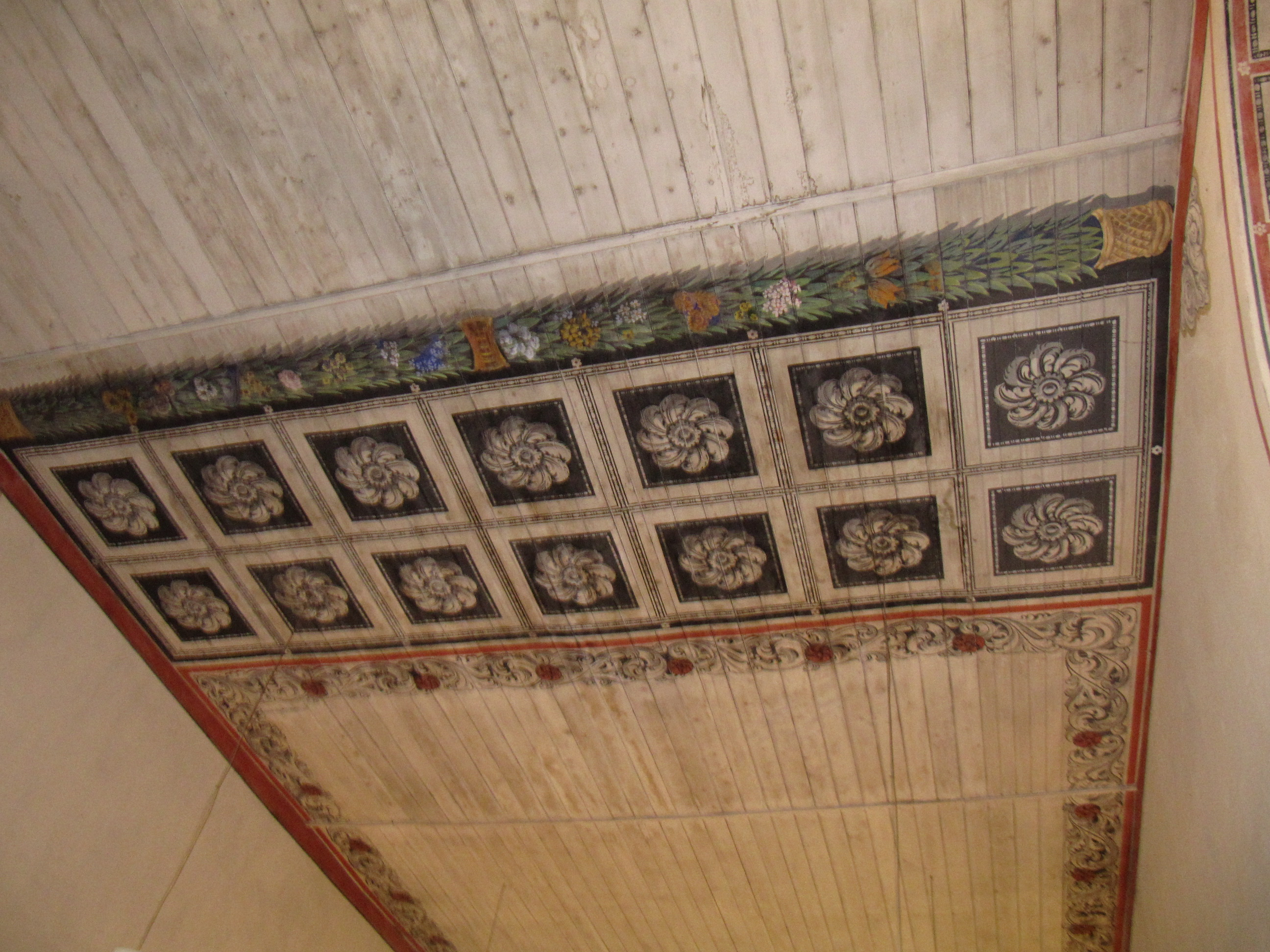
Deckenverzierung im Querhaus
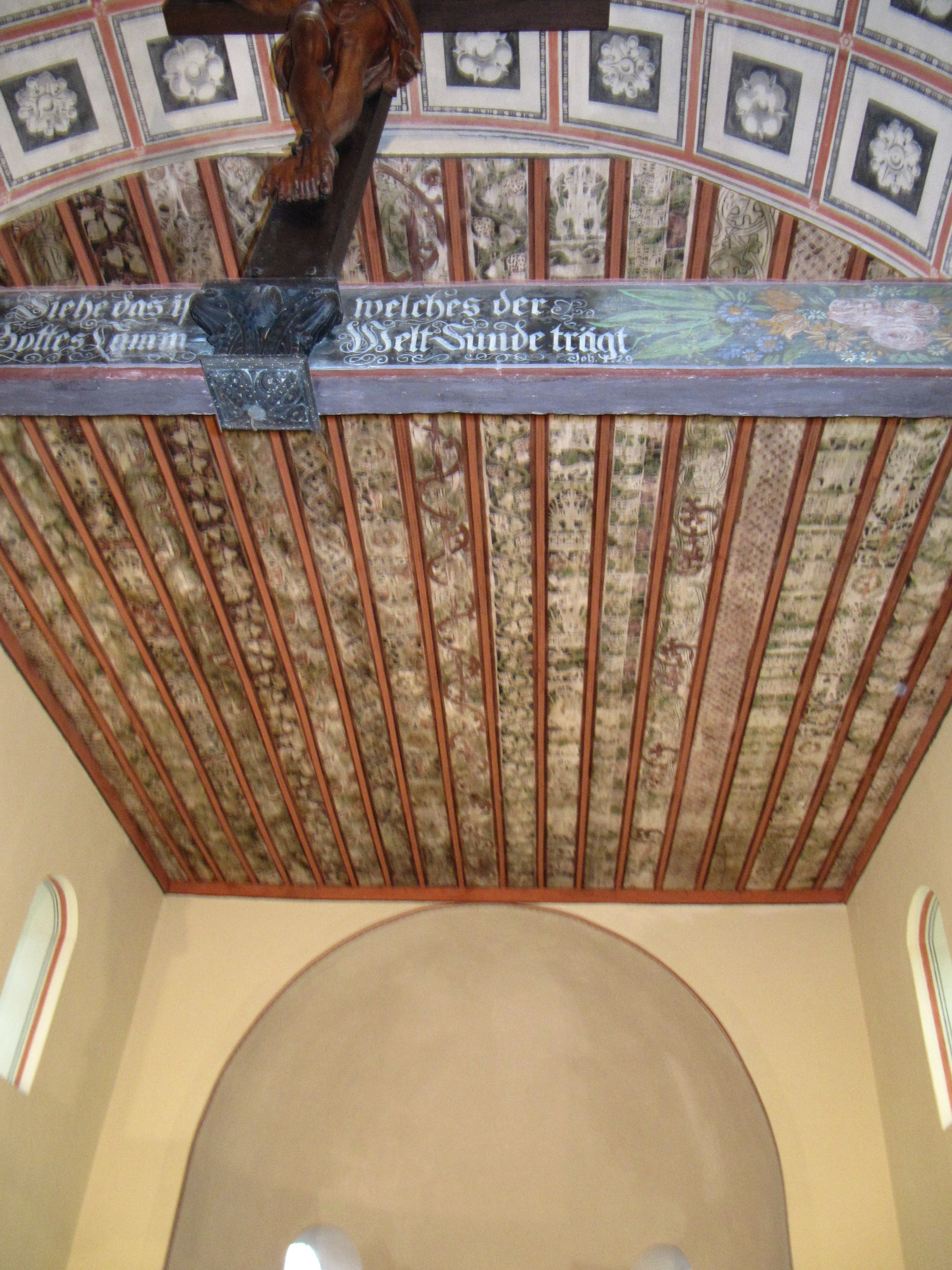
Deckenmalerei im Chor
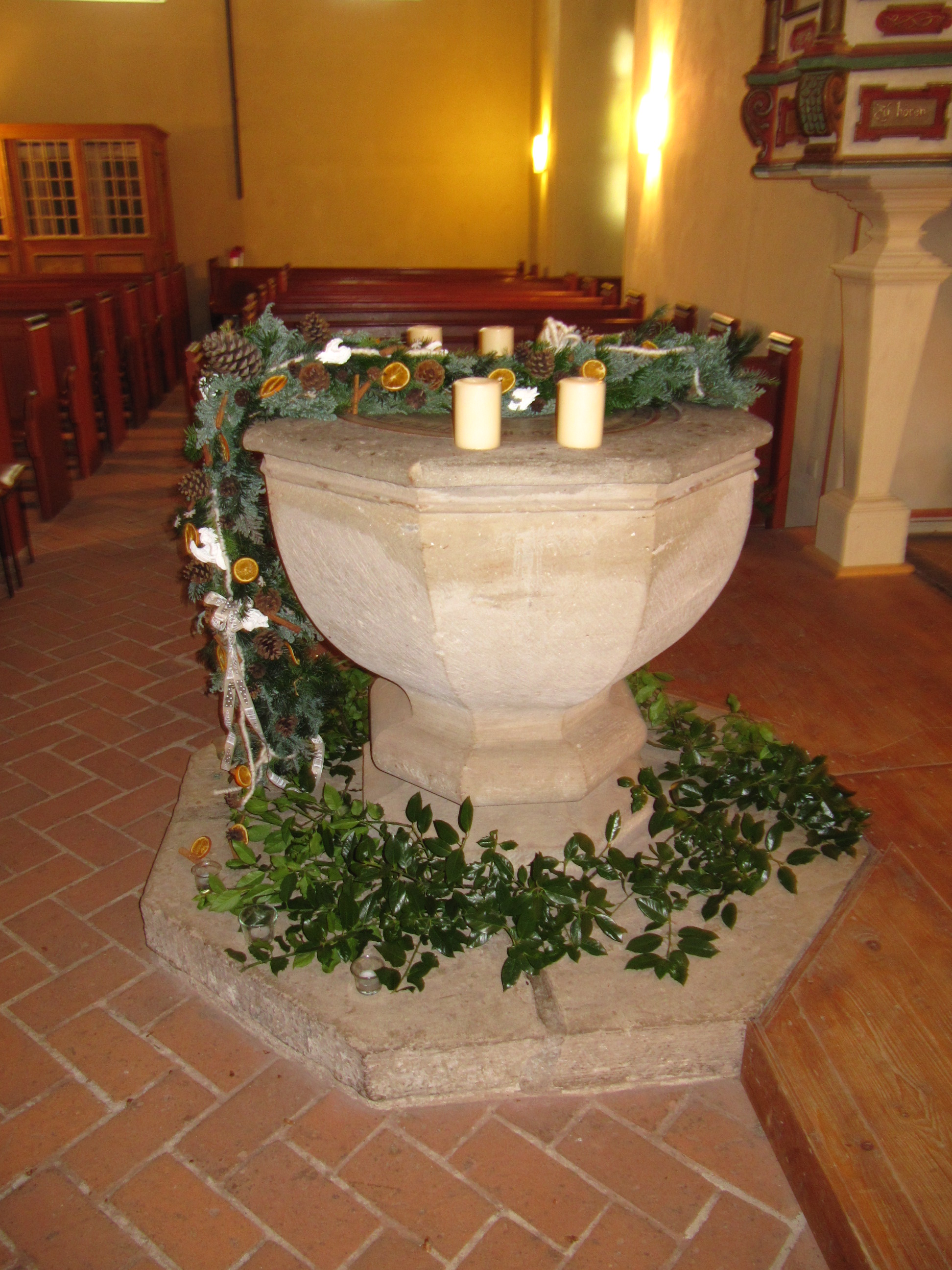
Taufbecken
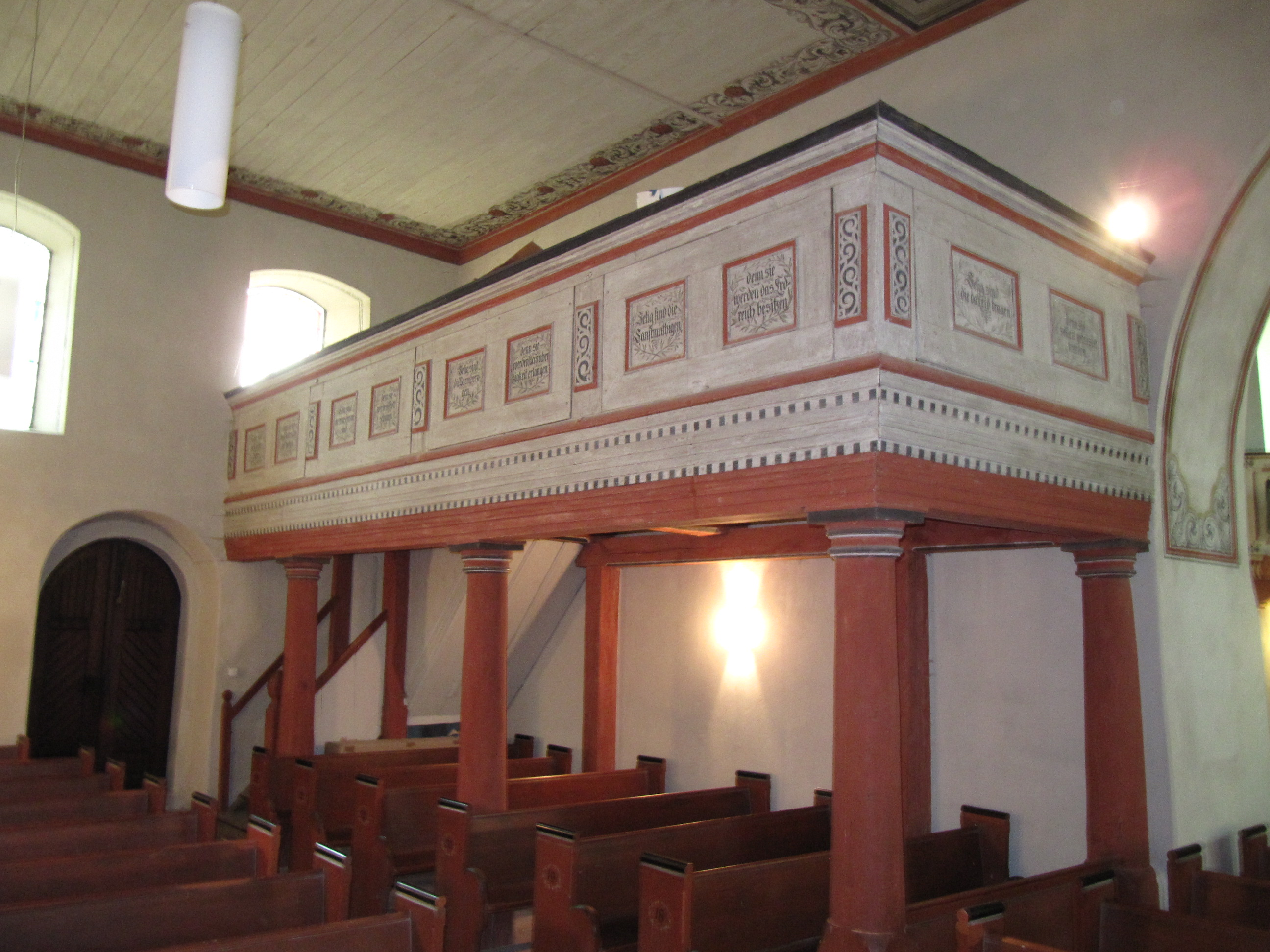
Empore im Querschiff
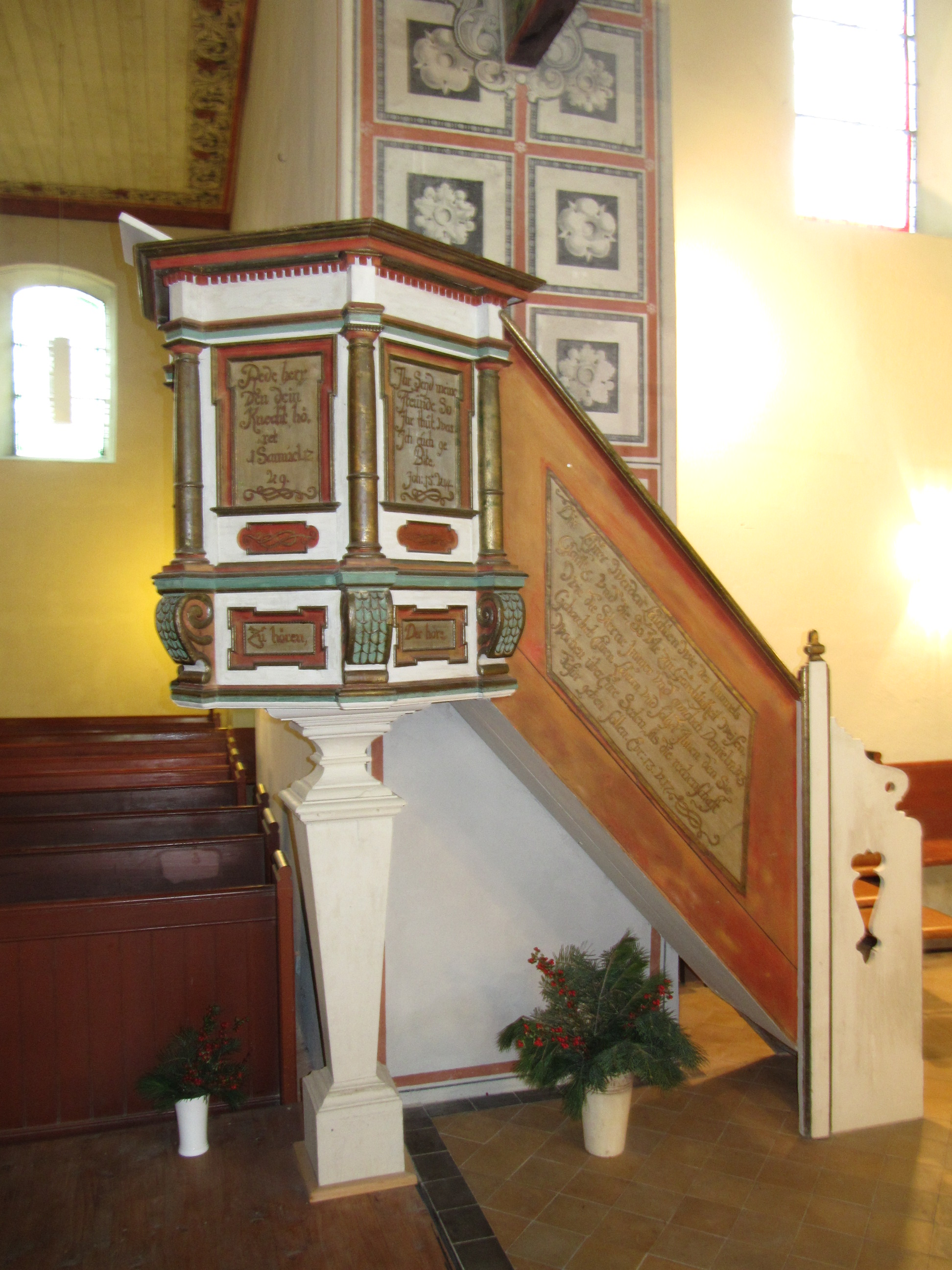
Kanzel
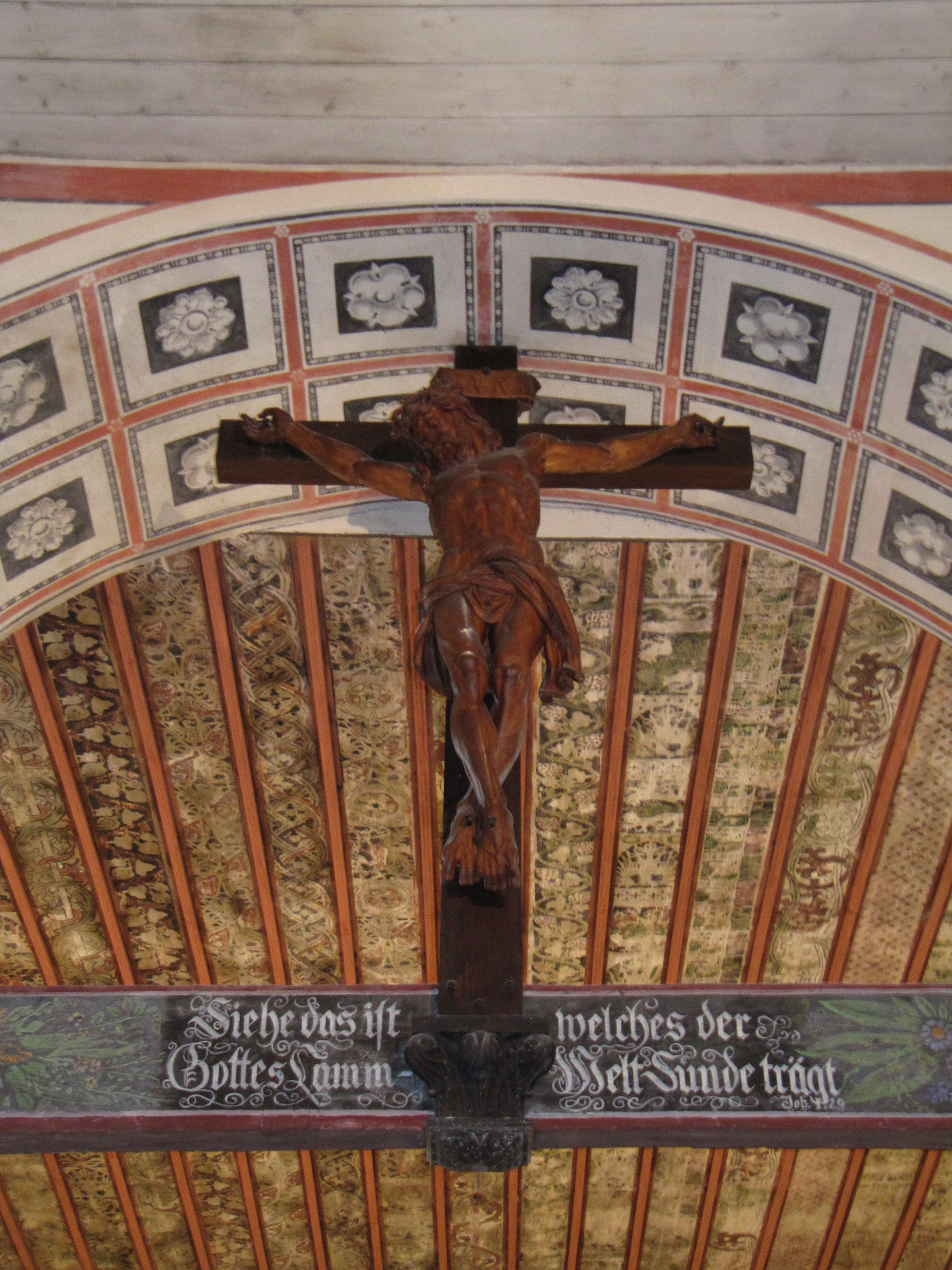
Kruzifix
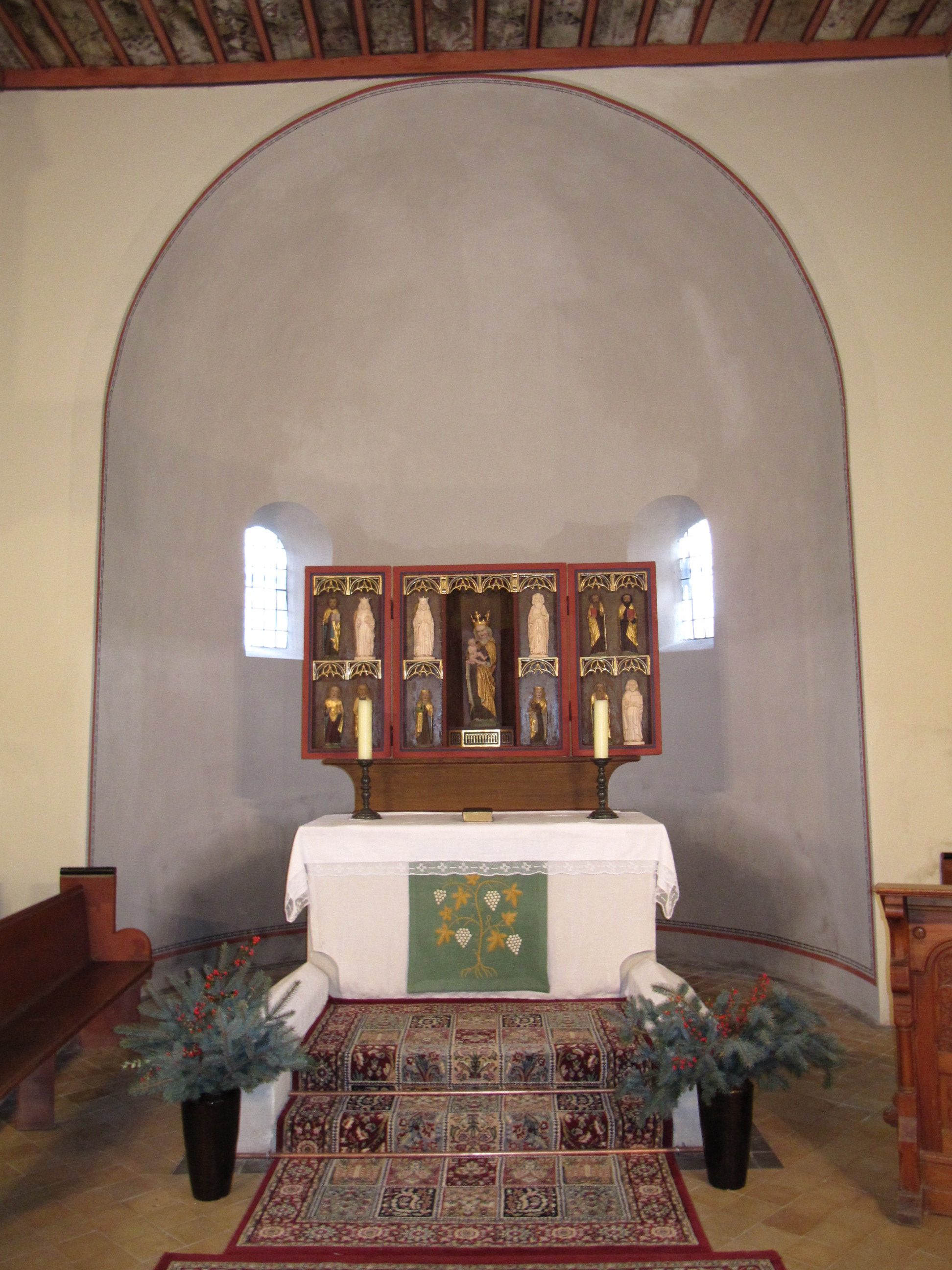
Altar